# Literalismo bíblico
Literalismo bíblico é a aderência ao sentido literal e explícito da Bíblia. Na sua forma mais pura tal crença seria negar a existência de alegorias, parábolas e metáforas na Bíblia. No entanto, a frase "literalista bíblico" é um termo usado frequentemente (e às vezes pejorativamente) para se referir aos que acreditam na inerrância bíblica.
Num certo sentido, no entanto, literalismo bíblico não é sinónimo de inerrância bíblica. Considerando-se que a doutrina da inerrância doutrina lida com a veracidade do autor da mensagem pretendida, enquanto que o literalismo bíblico lida com a interpretação de algumas passagens no seu sentido literal.
O termo também tem sido usado para referir-se ao Método histórico-gramatical de hermenêutica bíblica, que é uma prática comum dos cristãos fundamentalistas. De acordo com o Elwell Evangelical Dictionary, o termo literalismo descreve uma prática que "pretende descobrir a intenção do autor, focalizando-se sobre as suas palavras em sua planície, buscando o seu mais óbvio sentido". Nesta definição, uma leitura  "literalista" das Escrituras não iria assumir a interpretação literal das alegorias, parábolas e metáforas da Bíblia como visto, por exemplo, na poesia bíblica ou nas parábolas de Jesus.